# Alborz (Verwaltungsbezirk)
Alborz (persisch شهرستان البرز) ist ein Schahrestan in der Provinz Qazvin im Iran. Er enthält die Stadt Alvand, welche die Hauptstadt des Verwaltungsbezirks ist. 

## Demografie
Bei der Volkszählung 2016 betrug die Einwohnerzahl des Schahrestan 242.865. Die Alphabetisierung lag bei 92 Prozent der Bevölkerung. Knapp 92 Prozent der Bevölkerung lebten in urbanen Regionen.
| Zensusjahr | Einwohnerzahl |
| ---------- | ------------- |
| 2011       | 203.276       |
| 2016       | 242.865       |